# Renzo Gracie
Renzo Gracie, född 11 mars 1967 i Rio de Janeiro, Brasilien, är en MMA-utövare och brasiliansk jujutsu-instruktör och -utövare. Han härstammar från Gracie-familjen som skapade brasiliansk jiu-jitsu och är barnbarn till Carlos Gracie som var bror till Helio Gracie. 
Under MMA-karriären har Renzo Gracie bland andra besegrat fem före detta UFC-mästare: Pat Miletich, Oleg Taktarov, Frank Shamrock, Carlos Newton och Maurice Smith. Han har tävlat i organisationer som till exempel Pride, EliteXC och IFL. I december 2009 skrev Gracie ett kontrakt med UFC, och debuterade i organisationen den 10 april 2010 på UFC 112 då han förlorade mot Matt Hughes.
Gracie har tränat bland andra Georges St. Pierre och Matt Serra. Sedan 1993 är han även personlig Jiu-jitsu tränare till Abu Dhabis kronprins Mohammed bin Zayed Al Nahyan.